# نانا توگوشویلی
نانا توگوشویلی (Նանա Թոգոշվիլի؛ زادهٔ ۳۱ دسامبر ۱۹۶۲) یک استاد دانشگاه، روزنامه‌نگار و سیاستمدار اهل ارمنستان است که از تاریخ ۱۹۹۵ تا تاریخ ۱۹۹۹ سمت نمایندگی دوره مجلس ملی جمهوری ارمنستان را برعهده داشت.

## زندگی‌نامه
در ۳۱ دسامبر ۱۹۶۲ در گوریس به دنیا آمد و از موسسه آموزشی گوری فارغ‌التحصیل شد. 

## یادداشت
1. ↑  Շամիրամ